# Joukhaisjärvi (Korpilombolo socken, Norrbotten)
Joukhaisjärvi är en sjö i Pajala kommun i Norrbotten och ingår i Kalixälvens huvudavrinningsområde.